# Ann Bridge
Ann Bridge (11 de septiembre de 1889, Porters, Hertfordshire (Reino Unido) – 9 de marzo de 1974, Oxford,  Oxfordshire (Reino Unido)) es el seudónimo de la escritora británica Mary Ann Dolling (Sanders) O'Malley; también se la conoce como Cottie Sanders. Ann Bridge escribió catorce novelas, en su mayoría sobre la base de sus experiencias vitales en el extranjero. Escribió asimismo un libro de cuentos, una serie de obras de misterio y varios libros de ensayo autobiográfico. Uno de sus relatos, titulado "El accidente", aparece en español en la Antología universal del relato fantástico, de Editorial Atalanta.

## Biografía

### Primeros años
Ann Bridge fue bautizada Mary Ann Dolling Sanders, apodada "Cottie", el séptimo de ocho hijos de su padre inglés, James Harris Sanders (1844-1916), y su madre estadounidense de Luisiana, Marie Louise Day (1852-1923). Su padre era un vendedor internacional de éxito de artículos metalúrgicos. En 1900, sus padres llevaron a ella y a los otros niños de viaje al extranjero, a París y Suiza, y Cottie, «demostró desde el primer momento un gusto inexplicable por las alturas»; estaba encantada con los Alpes y mostró gran interés en el montañismo. La familia continuó en años sucesivos pasando los veranos en Suiza.
Los Sanders se mudaron a Londres en 1904 debido a los problemas financieros del padre. Cottie pasó las pruebas de acceso para entrar en la Universidad de Oxford, pero al final no asistió. En vez de eso se quedó en casa para ayudar a su madre a recuperarse de la muerte de uno de sus hermanos. Cottie se lamentaría de la falta «de disciplina mental y el rigor intelectual que una universidad puede aportar». Intelectualmente, se describió a sí misma como "a medio cocer". En 1911, su padre había perdido casi toda su fortuna, y la familia se mudó a un piso de seis habitaciones en Londres. Cottie fue a trabajar como secretaria adjunta de una organización de caridad, la Charity Organization Society. Se describió a sí misma durante este período como "pobre", pero feliz.
En 1913, en una visita a Argyll, Cottie conoció a Owen St. Clair O'Malley, un diplomático. Se casaron el 25 de octubre de ese mismo año. La pareja tuvo dos hijas y un hijo. El matrimonio aparentemente no fue feliz. Ella se describió como «atormentada, problematizada y problemática» y «una esposa sin amor que hizo de sí misma una de las novelistas más queridas» del siglo XX.
La solapa de uno de sus libros de 1949 declaraba que «se convirtió en el miembro más joven del Alpine Club a la edad de 19 años, con dieciséis escaladas de primera clase en su haber. Es un gran jardinera; posee un interés y conocimiento de la arqueología raro en su sexo, y adquirió un conocimiento profundo de su oficio de escritora».

### Amistad con George Mallory
En 1909, Cottie Sanders conoció al alpinista George Mallory en Zermatt, Suiza. Los dos se entablaron una estrecha amistad y fueron compañeros de cordada en diversas escaladas. Cottie compartía «el amor místico por las montañas» de Mallory. La relación entre los dos es difícil de desentrañar. Ella fue "amiga de escalada" o "amante casual" del alpinista. La escritora lo consideró el primer amigo de verdad que había hecho por su cuenta. Cuando Mallory murió en el Monte Everest en 1924, Cottie escribió una memoria de él. Estos escritos nunca fueron publicados, pero proporcionaron gran parte del material utilizado por sus biógrafos David Pye y David Robertson, así como una novela: Everest Dream.

### Viajes y carrera literaria
En 1919, los O'Malleys se trasladaron a Bridge End, una casa en Surrey. Cottie más tarde tomó el nombre de la casa, Bridge (puente), como apellido de su seudónimo. En 1925 ella y sus hijos acompañaron a su marido al extranjero por la concesión de un cargo diplomático en Pekín, China. Ella volvió a Inglaterra en 1927, debido a la enfermedad de uno de sus hijos, y comenzó a escribir para complementar los ingresos de la pareja. En 1932, su primera y más conocida novela, Peking Picnic, fue publicada bajo el seudónimo de Ann Bridge. Fue un éxito y ganó el premio Atlantic Monthly, dotado con 10,000 dólares. Ella siguió escribiendo novelas similares, con intrépidas protagonistas femeninas de la clase alta en ambientes exóticos. Visitó Albania en 1936, lo que dio lugar a la novela Singing Waters. Vivió con su marido en otros países además de China, como Turquía y Portugal. En 1941, huyendo del avance alemán en la Segunda Guerra Mundial, los O'Malleys escaparon en el Ferrocarril Transiberiano, y Cottie, o Ann Bridge, pasó un año en los Estados Unidos, antes de regresar a Turquía.
A su novela Illyrian Spring (1935) se le atribuye un incremento del turismo en Yugoslavia. Frontier Passage (1942) fue fuente de información utilizada por la Inteligencia Británica para crear un movimiento de resistencia antialemán de la Segunda Guerra Mundial en España. The Dark Moment (1951) traza la decadencia del Imperio Otomano y el papel de la mujer en la revolución.
En sus últimos años, Ann Bridge dirigió sus esfuerzos más bien hacia las obras autobiográficas y de misterio. La protagonista de estas últimas es una detective aficionada llamada Julia Probyn, que se mueve en distintos países. Uno de sus últimos libros fue Moments of Knowing, acerca de sus experiencias con lo paranormal.

## Valoración crítica
Aunque fue muy popular en su día, los libros de Bridge en su mayoría han dejado de editarse, recibiendo poca atención crítica. En general, se los considera "relatos entretenidos". La escritora sin embargo exploró en profundidad las relaciones humanas en lugares exóticos, y describía los acontecimientos personales, históricos y políticos con gran habilidad y veracidad. Sus protagonistas a veces han sido descritos como snobs.